# Piano focale
Il piano focale di una lente, è il piano ortogonale all’asse ottico, passante per un punto focale. I punti focali di una lente sono teoricamente infiniti, ma qualcuno di questi è più caratterizzante di altri, come quello che determina la lunghezza focale della lente, dove convergono i raggi paralleli di un oggetto luminoso posto a distanza infinita.
Il piano focale è anche inteso come il piano pellicola o sensore di una foto-cine-video-tele-camera, o anche quello della retina nell'occhio, nonostante non sia propriamente piano, ma sferico.

## Definizione
Oggetti che si trovano a grande distanza (es. il Sole) sul prolungamento dell'asse ottico principale, proiettano la loro immagine a fuoco in questo punto. Il punto viene definito fuoco principale ed un piano ortogonale all'asse ottico passante per quel punto, prenderà il nome di piano focale. Su di esso si potranno creare altri punti di fuoco (fuoco secondario), con la luce proveniente da oggetti posti sempre all'infinito, ma su un asse differente dall'asse ottico principale.